# Jovan Oliver

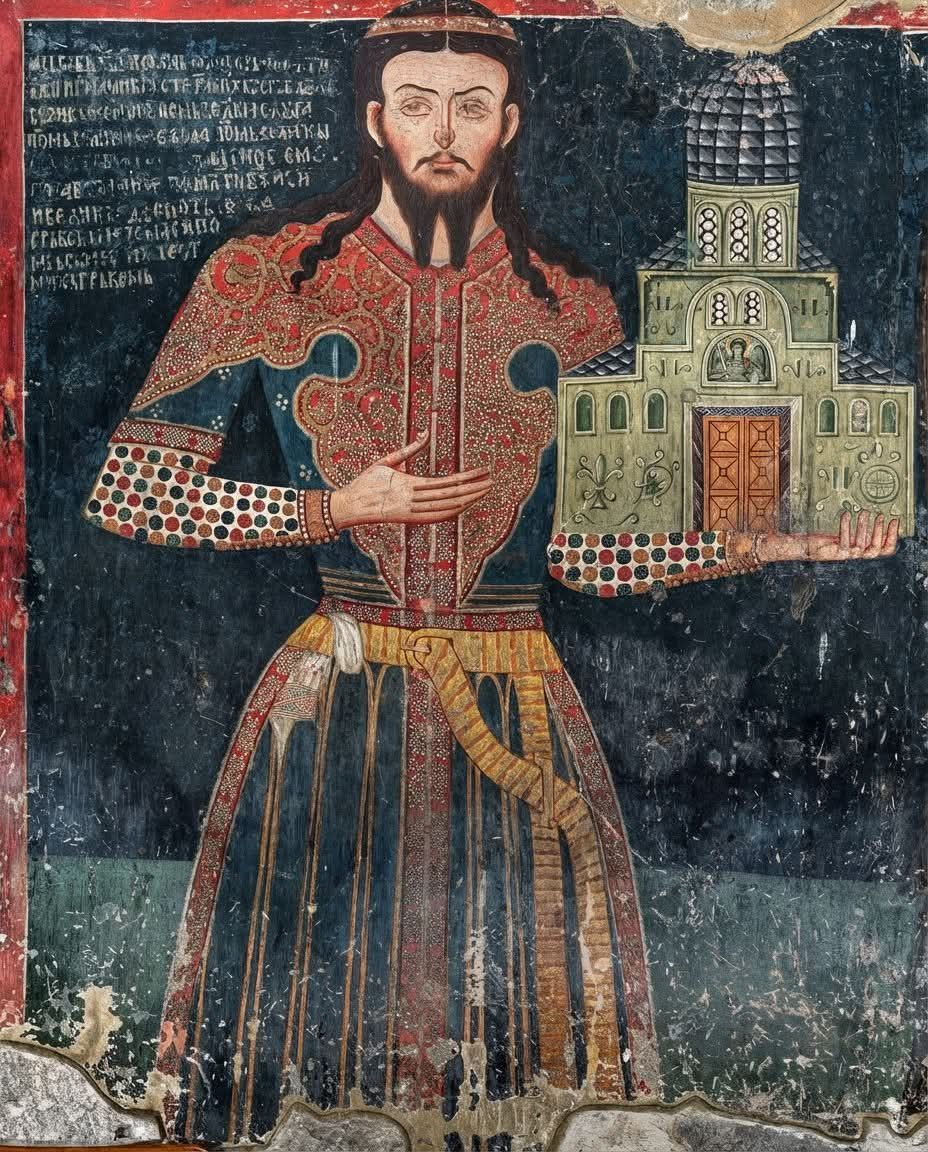
Jovan Oliver, fresk från klostret Lesnovo.

Jovan Oliver (cirka 1310-1356) var en mäktig serbisk adelsman, självstyrande furste och despot under tsar Stefan Dušan. 
Han ursprung är oklart, men enligt källor från Ragusa krediteras han som Oliver Gherchinich (Oliver Greken) och hans kunskaper i det grekiska språket påvisar att han möjligen var av grekisk börd. Han regerade sina domäner, vilka låg i dagens Nordmakedonien, som en självstyrande furste men han var ej självständig och han erkände tillika tsar Dušans överhöghet. Jovan Oliver stödde förmodligen Dušan då denne avsatte i sin far genom en kupp 1331, och efter att hans första fru, Karavida, avlidit 1336, gifte han sig med Dušans styvmor, Maria Palaiologina. Det råder oklarhet i om när Jovan Oliver erhöll sina domäner och forskare är oense om han höll dem redan före Dušans trontillträde, om de gavs till honom som belöning för hans stöd eller om han erhöll dem i samband med hans giftermål med Maria.
Oavsett omständigheterna var han en av de mäktigaste adelsmännen under Dušan och utövad ett stort inflytande över honom. Däribland i valet om att stötta Johannes VI Cantacuzenos under det bysantinska inbördeskriget 1341-1347 i utbyte mot att som han hoppades få gifta sig med dottern till Manuel Cantacouzenos. Han deltog även aktivt i kriget mot Bysans 1334 och var närvarande under fredssamtalen tillsammans med Vratko Nemanjić. Det var troligen vid detta tillfälle som Jovan Oliver utnämndes med titeln despot av Andronicos III Palaiologos. När furste Hrelja avled under slutet av 1342 var han kapabel att ytterligare utöka sina landområden med de viktiga städerna Štip och Strumica, då Hreljas domäner delades mellan honom och Dušan.
För att likt de serbiska kungarna fullgöra en zadužbina (en "förpliktelse") lät han 1341 resa ett serbisk-ortodoxt kloster i Lesnovo, i dagens Makedonien. Jovan Oliver överlevde Dušan knappt men efter hans egen bortgång lyckades inte hans söner framhäva sig själva och ta kontroll över sina faders domäner. Möjligen motverkades de av en koalition av andra serbiska adelsmän. Ingen av hans söner kom över någon som helst betydelsefull position och det mesta av deras fars landområden togs över av bröderna Konstantin Dragaš och John Dragaš, vilka var söner till sebastokrator Dejan Dragaš.